# ミュージック・クリエイション
ミュージック・クリエイションとは、cmソング、映像作品の主題歌挿入歌などのボーカル、コーラスを担当するスタジオシンガーや合唱団などをコーディネートしている会社である。

## コーラス
- 映画・テレビ
  - ああ電子戦隊デンジマン/デンジマンにまかせろ!
  - アナスタシア
  - アラジン完結編 盗賊王の伝説
  - グーフィー・ムービー ホリデーは最高!!
  - くまのプーさん
  - くまのプーさん 完全保存版
  - くまのプーさん ザ・ムービー/はじめまして、ランピー!
  - シンデレラ
  - ダンボ
  - トイ・ストーリー
  - ノートルダムの鐘
  - ノートルダムの鐘II
  - バンビ2 森のプリンス
  - ピーター・パン
  - ピノキオ
  - 101匹わんちゃんII パッチのはじめての冒険
  - ヘラクレス
  - ファン・アンド・ファンシー・フリー
  - マペットのクリスマス・キャロル
  - 魔法にかけられて
  - ムーラン
  - メロディ・タイム
  - ライオン・キング2 シンバズ・プライド
  - ライオン・キング3 ハクナ・マタタ
  - ラマになった王様2 クロンクのノリノリ大作戦
  - リトル・マーメイド
  - リトル・マーメイドII Return to The Sea
  - わんわん物語II
- テーマパーク
  - 美女と野獣“魔法のものがたり”（東京ディズニーランド）